# Phil Bredesen
Philip Norman "Phil" Bredesen (født 21. november 1943) er en amerikansk politiker for det demokratiske parti. Han var guvernør i delstaten Tennessee fra 2003 til 2011. Han blev afløst i embedet af Bill Haslam.
I perioden 1991-1999 var han borgmester i Nashville.